# Heinrich Glasmeyer
Heinrich Glasmeyer (* 4. April 1893 in Steinbeck (Westfalen); † 2. Januar 1974 in Rheine) war ein deutscher Politiker (Zentrum, CDU).

## Leben
Glasmeyer absolvierte eine Lehre zum Bäcker, die er als Geselle beendete. Anschließend holte er sein Abitur nach und nahm ab 1914 als Kriegsfreiwilliger am Ersten Weltkrieg teil. Nach Ende des Krieges 1918 begann er ein Studium der Staatswissenschaften und katholischen Theologie. Seit 1922 arbeitete er als selbständiger Landwirt und promovierte 1926 mit der Schrift Bürgerliche Gesellschaft und Religion.

## Politik
1919 trat Glasmeyer der Zentrumspartei bei. Er wurde bei den letzten freien Wahlen 1933 in den Provinziallandtag von Westfalen gewählt, verlor das Mandat jedoch nach wenigen Monaten bereits wieder.
Nach Ende des Zweiten Weltkrieges schloss sich Glasmeyer erneut dem Zentrum an und wurde Mitglied des Kreistages Steinfurt. Zugleich amtierte er als stellvertretender Landrat dieses Kreises. Bei der Bundestagswahl 1949 wurde er über die Landesliste Nordrhein-Westfalen für die Zentrumspartei Abgeordneter des Bundestages. Er war ordentliches Mitglied im Ausschuss zum Schutz der Verfassung, im Ausschuss für Lastenausgleich und im Ausschuss für ERP-Fragen. Am 23. November 1951 schied er aus der Fraktion der Zentrumspartei aus und schloss sich der CDU an, für die er bei der Bundestagswahl 1953, ebenfalls über die Landesliste Nordrhein-Westfalen, ins Parlament einzog. In beiden Wahlperioden war er zudem ordentliches Mitglied im Ausschuss gemäß Artikel 15 GG, in der zweiten Wahlperiode gehörte er außerdem noch  dem Petitionsausschuss an.